# Viareggio Beach Soccer 2015
Questa voce raccoglie le informazioni riguardanti del Viareggio Beach Soccer nelle competizioni ufficiali della stagione 2015.

## Stagione
Il Viareggio perde, per la seconda volta, la finale scudetto, giocata a Lignano Sabbiadoro, contro il Terracina 7-4.

## Maglie e sponsor
Lo sponsor principale per la stagione 2015 è Sammontana.
Lo sponsor tecnico per la stagione 2015 è Legea.
| 1ª divisa | 2ª divisa |

## Organigramma societario
- Presidente: Giancarlo Carpita
- Vicepresidente:
- Direttore generale:
- Direttore tecnico:
- Segretaria:
- Addetto stampa:

## Organico

### Staff tecnico
- 1º Allenatore:  Stefano Santini
- 2º Allenatore:  Massimo Belluomini
- Prep. atletico:  Andrea Ferrari.
- Prep. portieri:  Emiliano Diridoni

## Palmares Personali
- Andrea Carpita, Miglior portiere Serie A 2015.